# راي روبرتس (لاعب كرة قدم أمريكية)
راي روبرتس (بالإنجليزية: Ray Roberts)‏ هو لاعب كرة قدم أمريكية أمريكي، ولد في 3 يونيو 1969 في آشفيل في الولايات المتحدة.

## وصلات خارجية
- راي روبرتس على موقع مرجع كرة القدم المحترفة.كوم (الإنجليزية)